# Najaka
Najaka („Ten, który pokazuje drogę”, ang. Nayaka) – tytuł religijny stosowany wobec joginów, jak również przysługujący hinduistycznym bóstwom.
W innych zastosowaniach nadawany był gubernatorom w okresie Widźajanagaru i indyjskim podoficerom piechoty.

## Przykłady użyć
- Bramahand Nayak Shri Sachhidanand Sadguru Sainath Maharaj
- Vara-nayaka Das